# Бобрецький Микола Васильович
Мико́ла Васи́льович Бобре́цький  (*19 травня (1 червня) 1843, Троянка — †24 вересня 1907, Київ) — український зоолог, учень О. О. Ковалевського, заслужений професор Київського університету.

## Біографія
Народився 19 травня (1 червня) 1843 року в селі Троянці (тепер Голованівський район Кіровоградської області) в родині сільського священика.
В 1866 році закінчив природничий факультет Київського університету і працював в цьому університеті до кінця життя.
2 жовтня 1871 рокузахистив дисертацію «Saccocirrus papillocercus n. gen. et sp. Тип нового семейства Аннелид. Сравнительно-анатомический очерк», отримавши ступінь магістра зоології. 31 травня 1873 оку захистив дисертацію «К эмбриологии членистоногих», здобувши ступінь доктора зоології.
У травні 1876 року був затверджений приват-доцентом університету, у квітні 1877 року затверджений екстраординарним професором. В 1878 році очолив Агрономічний кабінет. У жовтні 1885 року був призначений ординарним професором кафедри зоології та порівняльної анатомії. У 1881–1890 роках був секретарем фізико-математичного факультету. 20 січня 1901 року, з нагоди 25-річчя педагогічної діяльності, був удостоєний звання заслуженого ординарного професора.
У 1890–1902 роках обирався деканом фізико-математичного факультету. У 1898–1903 роках був головою Київського товариства дослідників природи. З 4 січня 1903 року по осінь 1905 року Обіймав посаду ректора університету.

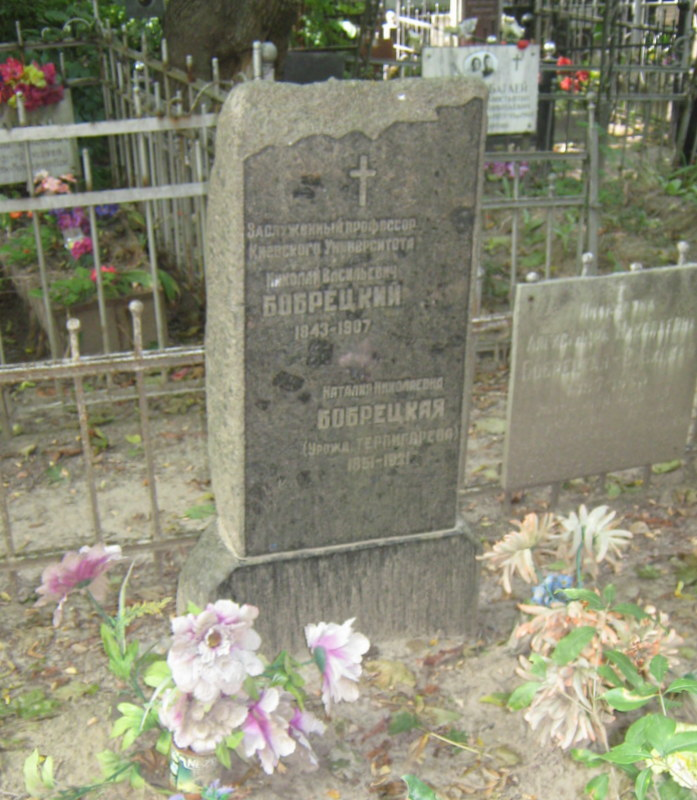
Могила Миколи Бобрецького

Помер в Києві 24 вересня 1907 року. Похований на Байковому кладовищі (ділянка № 9).

## Наукова діяльність
Праці Бобрецького присвячені вивченню розвитку й систематиці кільчастих червів (зокрема — багатощетинкових), ембріології ракоподібних (1872—1877), комах (1878), черевоногих і головоногих молюсків. У своїй науковій діяльності Бобрецький продовжував напрямок, створений у природознавстві О. О. Ковалевським та І. І. Мечниковим.
Бобрецький є автором першого в Російській імперії підручника з зоології для університетів — «Основи зоології».